# Schuurmansia vidalii
Schuurmansia vidalii är en tvåhjärtbladig växtart som först beskrevs av Ceron, och fick sitt nu gällande namn av Elmer Drew Merrill. Schuurmansia vidalii ingår i släktet Schuurmansia och familjen Ochnaceae. Inga underarter finns listade i Catalogue of Life.